# Elio Germano
Elio Germano (nacido el 25 de septiembre de 1980) es un actor y director de teatro italiano. Recibió muchos elogios, incluido el Premio del Festival de Cine de Cannes al Mejor Actor, David di Donatello y Nastro d'Argento.

## Biografía
Elio Germano nació en Roma en 1980 dentro de una familia originaria de Duronia (en la provincia de Campobasso, Molise). En 1988 participó en el grupo de niños que cantaron Ba Ba Ba Bauli en la publicidad de la marca homónima. Germano hizo su debut en el cine a los doce años como protagonista en 1993.
En 1999 participa en la película Il cielo in una stanza de Carlo Vanzina, y desde ese momento comienza su carrera como actor de cine. Concluida la experiencia con Vanzina, trabaja con directores como Ettore Scola, Emanuele Crialese, Gianluca Maria Tavarelli, Libero De Rienzo, Giovanni Veronesi, Michele Placido, Gabriele Salvatores, Paolo Virzì y Daniele Vicari. Junto al cine, participó en diversas ficciones televisiva.

### Vida personal
A una edad temprana, a Germano le gustaba crear cómics y pensó en convertirse en dibujante. Cuando no fue aceptado en la escuela de artes gráficas, optó por la actuación. En su tiempo libre, Germano hace rap para una banda de música llamada Bestierare, que canta sobre "desempleo, indigencia, precariedad, prisiones y violencia fascista".

## Filmografía

### Películas
- Ci hai rotto papà, de Castellano y Pipolo (1993)
- Il cielo in una stanza, de Carlo Vanzina (1999)
- Competencia desleal, de Ettore Scola (2001)
- Ultimo stadio, de Ivano De Matteo (2002)
- Respiro, de Emanuele Crialese (2002)
- Ora o mai più, de Lucio Pellegrini (2003)
- Liberi, de Gianluca Maria Tavarelli (2003)
- Che ne sarà di noi, de Giovanni Veronesi (2004)
- Chiamami Salomè, de Claudio Sestieri (2005)
- Quo vadis, baby?, de Gabriele Salvatores (2005)
- Sangue - La morte non esiste, de Libero De Rienzo (2005)
- Mary, de Abel Ferrara (2005)
- Romanzo criminale, de Michele Placido (2005)
- Melissa P., de Luca Guadagnino (2005)
- Padiglione 22, de Livio Bordone (2006)
- Napoleón y yo (N - Io e Napoleone), de Paolo Virzì (2006)
- Mi hermano es hijo único (Mio fratello è figlio unico), de Daniele Luchetti (2007)
- Ninguna cualidad a los héroes (Nessuna qualità agli ero), de Paolo Franchi (2007)
- Il mattino ha l'oro in bocca, de Francesco Patierno (2008)
- Toda la vida por delante (Tutta la vita davanti), de Paolo Virzì (2008)
- Il passato è una terra straniera, de Daniele Vicari (2008)
- Come Dio comanda, de Gabriele Salvatores (2008)
- Emboscada (La bella gente), de Ivano De Matteo (2009)
- Nine, de Rob Marshall (2009)
- La nostra vita, de Daniele Luchetti (2010)
- El fin es mi principio (Das Ende ist mein Anfang), de Jo Baier (2010)
- Qualche nuvola, de Saverio Di Biagio (2011)
- Diaz: No limpiéis esta sangre (Diaz - Don't Clean Up This Blood), de Daniele Vicari (2012)
- Magnifica presenza, de Ferzan Özpetek (2012)
- Padroni di casa, de Edoardo Gabbriellini (2012)
- L'ultima ruota del carro, de Giovanni Veronesi (2013)
- Leopardi (Il giovane favoloso), de Mario Martone (2014)
- Suburra, de Stefano Sollima (2015)
- La Dame dans l'auto avec des lunettes et un fusil, de Joann Sfar (2015)
- Alaska, de Claudio Cupellini (2015)
- Bella y perdida (Bella e perduta), de Pietro Marcello (2015)
- L'ami: François d'Assise et ses frères, de Renaud Fely y Arnaud Louvet (2016)
- La ternura (La tenerezza), de Gianni Amelio (2017)
- Cuestión de karma (Questione di karma), de Edoardo Falcone (2017)
- Io sono Tempesta, de Daniele Luchetti (2018)
- La gracia de Lucía (Troppa grazia), de Gianni Zanasi (2018)
- El hombre sin gravedad (L'uomo senza gravità), de Marco Bonfanti (2019)
- La increíble historia de la Isla de las Rosas (L'incredibile storia dell'Isola delle Rose)[5][6] (2020)
- Queridos vecinos (Favolacce), de Damiano y Fabio D'Innocenzo (2020)
- Volevo nascondermi, de Giorgio Diritti (2020)
- America Latina, de Damiano y Fabio D'Innocenzo (2021)
- El caso Braibanti (Il signore delle formiche), de Gianni Amelio (2022)
- Palazzina Laf, de Michele Riondino (2023)
- Confidenza, de Daniele Luchetti (2024)
- Iddu - L'ultimo padrino,  de Fabio Grassadonia y Antonio Piazza (2024)
- Berlinguer - La grande ambizione, de Andrea Segre (2024)
- Tre ciotole, de Isabel Coixet (2025)

### Videoclip
- In nome del Padre - de Primo & Squarta (2011)
- Il confine tra me e te - de Meg (2013)
- Ecco che - de Elisa (2013)

### Documentales
- Archiviato - L'obbligatorietà dell'azione penale in Valsusa, voz narrativa (2016)
- Binxêt – Sotto il confine, voz narrativa(2017)

## Teatro
- Fragmentos del autor, dirigida por Isabella Del Bianco y Cristiano Censi - Teatro de Cocci (1995)
- El conejillo de indias, de Giordano Aquilini - Teatro Le Salette, Teatro dei Satiri (1996)
- Requiem, de Giordano Aquilini - Teatro Dei Satiri (1997)
- Cruda, Giordano Aquilini - Contrari Teatro, Teatro Furio Camillo (1997 / 98)
- Ground & Ground, de Alessandra Quadrelli y Marcello Conte. Dirigida por Elio Germano - Teatro Tirso (de 1999 / 00)
- La pesca de cuervos, escrita y dirigida por Marcello Conte - Teatro Coliseum (de 1999 / 00)
- Ippolito, dirigida por Roberto Walter Alviti - Festival Terracina (2000)
- Las reglas de la atracción, de Bret Easton Ellis, dirigida por Luca Guadagnino (2002
- Verona, caput fasci, de Elio Germano, con Elio Germano y Elena Vanni. Dirigida por Elio Germano (2008)
- Thom Pain (basado en nada), de Will Eno, con Elio Germano. Dirigida por Elio Germano (2010)
- Viaje al final de la noche, adaptado libremente de Louis-Ferdinand Céline, por y con Elio Germano y Teho Teardo (2011 - 2018)
- La Vita Nuova - cantada para recitar voz, soprano y pequeña orquesta, por Nicola Piovani - Festival de Rávena (2015)

## Premios y distinciones
Festival Internacional de Cine de Cannes
| Año  | Categoría   | Película       | Resultado |
| ---- | ----------- | -------------- | --------- |
| 2010 | Mejor actor | La nostra vita | Ganador   |

Festival Internacional de Cine de Venecia
| Año  | Categoría                                | Película | Resultado |
| ---- | ---------------------------------------- | -------- | --------- |
| 2014 | Premio Francesco Pasinetti - Mejor actor | Leopardi | Ganador   |
| 2014 | Jurado joven - Mejor actor               | Leopardi | Ganador   |

Festival Internacional de Cine de Berlín
| Año  | Categoría   | Película           | Resultado |
| ---- | ----------- | ------------------ | --------- |
| 2020 | Mejor actor | Volevo nascondermi | Ganador   |

Premio David de Donatello
| Año  | Categoría              | Película                         | Resultado |
| ---- | ---------------------- | -------------------------------- | --------- |
| 2004 | Mejor actor de reparto | Che ne sarà di noi               | Nominado  |
| 2007 | Mejor actor            | Mi hermano es hijo único         | Ganador   |
| 2011 | Mejor actor            | La nostra vita                   | Ganador   |
| 2012 | Mejor actor            | Magnifica presenza               | Nominado  |
| 2015 | Mejor actor            | Leopardi                         | Ganador   |
| 2018 | Mejor actor de reparto | La ternura                       | Nominado  |
| 2021 | Mejor actor            | Volevo nascondermi               | Ganador   |
| 2022 | Mejor actor            | America Latina                   | Nominado  |
| 2023 | Mejor actor de reparto | El caso Braibanti                | Nominado  |
| 2024 | Mejor actor de reparto | Palazzina Laf                    | Ganador   |
| 2025 | Mejor actor            | Berlinguer - La grande ambizione | Ganador   |

Nastro d'argento
| Año  | Categoría              | Película                                      | Resultado |
| ---- | ---------------------- | --------------------------------------------- | --------- |
| 2010 | Mejor actor            | La nostra vita                                | Ganador   |
| 2021 | Mejor actor - comedia  | La increíble historia de la Isla de las Rosas | Ganador   |
| 2024 | Mejor actor de reparto | Palazzina Laf                                 | Ganador   |